# Piper PA-48 Enforcer
Piper PA-48 Enforcer byl americký turbovrtulový lehký bitevní letoun určený pro leteckou podporu.
Jeho vývoj navázal na letoun Cavalier Mustang od Davida Lindsaye, který vycházel z druhoválečného stíhacího letounu North American P-51 Mustang.
Společnost Cavalier Aircraft Corporation jej z důvodu nedostatečné výrobní kapacity prodala počátkem 70. let 20. století společnosti Piper Aircraft. USAF v období let 1983 až 1984 provádělo testování letounu, ale typ nebyl přijat.

## Konstrukce
Ačkoliv letoun vycházel z letounu P-51 Mustang, měl s ním jen malé množství stejných dílů. Letecké muzeum Pima uvádí, že letoun sdílel s letouny P-51 přibližně 10 % shodných dílů. Letoun byl vybaven vystřelovacím sedadlem. Klimatizační systém převzal z letounu Piper Cheyenne. Drak letounu přišel o charakteristický vstup vzduchu pod trupem. Trup letounu byl delší, došlo ke zvětšení ocasních ploch. Zesílené křídlo již nebylo vyzbrojeno kulomety, ale letoun byl vybaven 10 závěsníky pod křídlem pro uchycení výzbroje, která mohla zahrnovat bomby, rakety nebo podvěsnou hlavňovou výzbroj. Na koncích křídla se nacházely další nádrže pro palivo.
Turbovrtulový motor Lycoming YT55-L-9 roztáčel čtyřlistou vrtuli, která vznikla zkrácením vrtule používané u letounů Douglas A-1 Skyraider, ta kvůli zmenšení měla jen 60% účinnost. U sériové verze bylo plánováno použití pětilisté vrtule Dowty Rotol.

## Vznik a vývoj

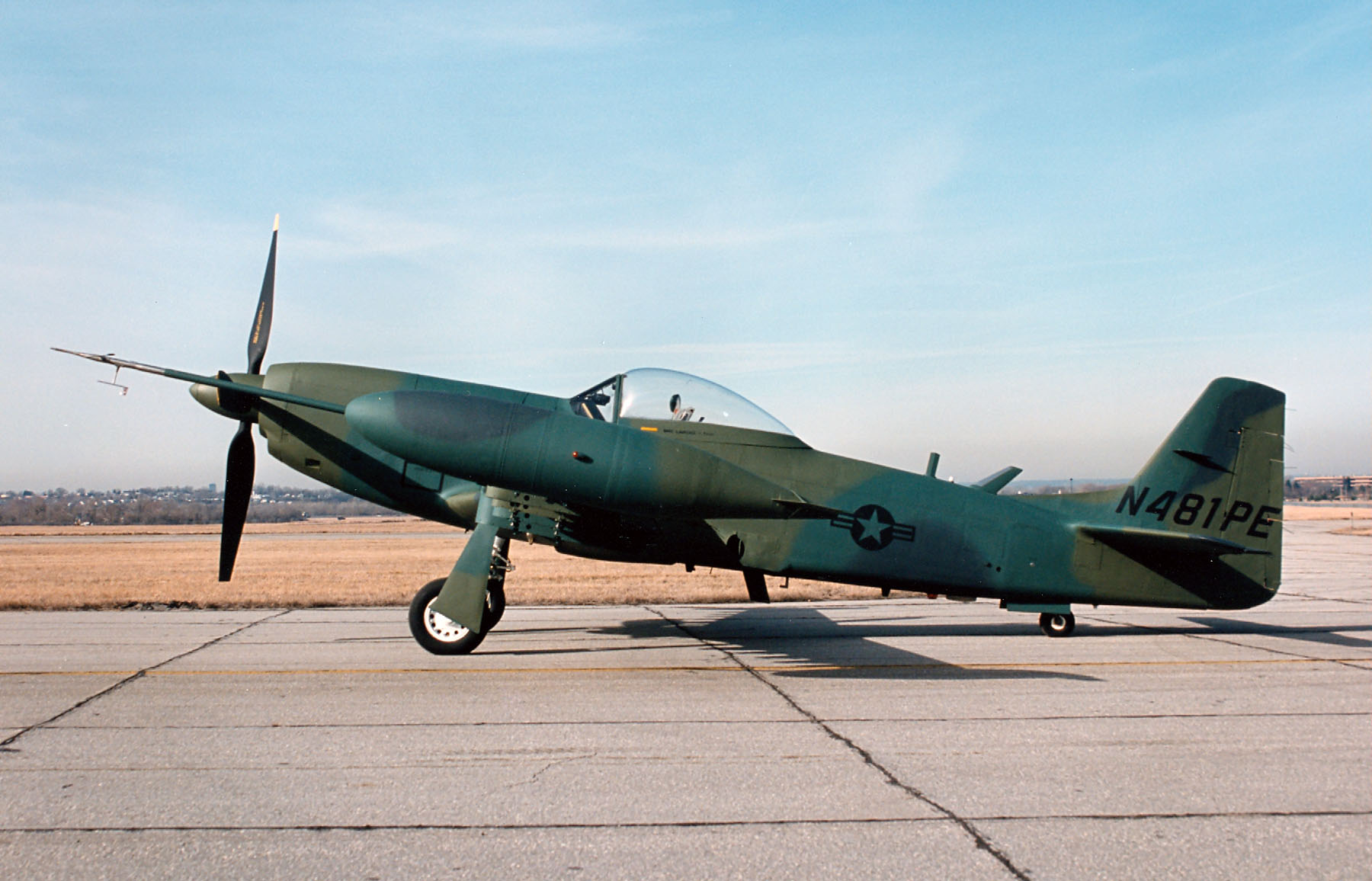
Piper Enforcer v době testování u USAF

Roku 1956 zakoupil vydavatel novin David Lindsay práva na výrobu letounu Mustang. Lindsayem roku 1957 založená firma Trans Florida Aviation, která se později přejmenovala na Cavalier Aircraft, se zabývala konverzí vojenských P-51 na civilní letouny, případně úpravami jejich vojenských verzí, které vznikaly v rámci vojenské pomoci jiným státům.
Americké letectvo koncem 60. let vyhlásilo program Pave COIN . Cílem letectva bylo získat letoun pro blízkou leteckou podporu (CAS) a také pro protipovstalecké mise (COIN), které probíhaly v jihovýchodní Asii. Na základě tohoto programu upravila Cavalier Aircraft dva existující letouny Cavalier Mustang II (modifikované letouny P-51). Byl do nich zabudován turbovrtulový motor Rolls-Royce Dart 510 a letoun obdržel i keramické pancéřování. Letouny dostaly označení Cavalier Turbo Mustang III.
Protože společnost Cavalier Aircraft neměla dostatečné výrobní zázemí pro armádní zakázky, prodal David Lindsay návrh letounu společnosti Piper.. Společnost Piper dala projektu název Enforcer a přidělila mu označení PA-48. Letouny PA-48 byly značně přepracovány, dostaly nové pohonné jednotky Lycoming YT55-L-9, které chtěl použít už Lindsay.
Piper postavil v letech 1970 až 1971 jednomístný letoun Piper Enforcer-1 (PE-1) registrovaný u FAA jako N201PE a dvoumístný Piper Enforcer-2 (PE-2) s  registrací N202PE, který měl tandemové uspořádáním míst. První let proběhl 29. dubna 1971.
Postavené letouny byly v testech programu Pave Coin testovány piloty USAF v období let 1971 až 1972. Dvoumístný letoun s označením N202PE byl zničen při havárii, která se odehrála na Floridě 12. července 1971. Letoun nedokázal přesvědčit letectvo ani armádní složky, aby byl typ zařazen do výzbroje.
Společnost Piper vytrvale lobovala za letoun PA-48 v kongresu. Roku 1981 obdržela společnost Piper kontrakt v hodnotě 11,9 miliónů USD na výrobu dvou letounů PA-48. První zkušební let letounu PA-48 PE-3 proběhl 9. dubna 1983 se zkušebním pilotem Davidem Lawrencem. Zálet posledního Enforceru PE-4 proběhl 8. července 1983. Letouny PA-48 byly do roku 1984 vyhodnocovány americkým letectvem. Všechny lety byly pilotovány zkušebními piloty společnosti Piper. Ani tentokrát letouny PA-48 neuspěly a nebyly přijaty do výzbroje.

## Muzejní exponáty
- PA-48 s označením N481PE (konstrukční číslo 48-8301001) se nachází ve sbírkách muzea Pima Air and Space Museum v arizonském Tucsonu.[7]
- PA-48 s označením N482PE (konstrukční číslo 48-8301002) se nachází ve sbírkách muzea u letecké základny Edwards AFB.[17]

## Specifikace (PA-48)

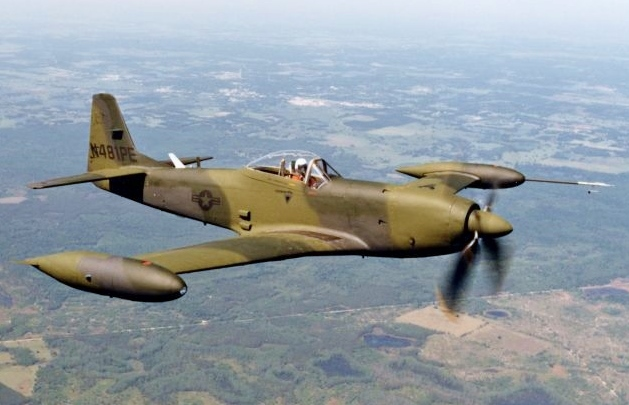
Piper PA-48 Enforcer (N481PE)

Technické údaje
- Posádka: 1
- Délka: 10,41 m
- Rozpětí křídla: 12,6 m (včetně koncových nádrží)
- Výška: 2,67 m
- Plocha křídla: 22,8 m²
- Prázdná hmotnost: 3 266 kg
- Maximální vzletová hmotnost: 6 350 kg
- Zásoba paliva: 1 610 l
- Pohonná jednotka:  1 × turbovrtulový motor Lycoming YT55-L-9, 2 445 shp (1 823 kW)
- Vrtule: čtyřlistá vrtule o průměru 3,51 m

Výkony
- Maximální rychlost: 555 km/h ve výšce 4570 m
- Cestovní rychlost: 407 km/h
- Pádová rychlost: 183 km/h
- Akční rádius: 740 km
- Dostup: 20 000 m
- Stoupavost: 13 m/s

Výzbroj
- Letoun mohl nést na závěsnících pod křídlem celkem 2 580 kg munice